# Diócesis de Pekhon
La diócesis de Pekhon (en latín: Dioecesis Pekhonen(sis)) es una circunscripción eclesiástica latina de la Iglesia católica en Birmania, sufragánea de la arquidiócesis de Taunggyi. La diócesis tiene al obispo Peter Hla como su ordinario desde el 15 de diciembre de 2005.

## Territorio y organización
La diócesis tiene 16 240 km² y extiende su jurisdicción sobre los fieles católicos de rito latino residentes en 5 municipios (Pekhon, Pinlaung, Naungtaya, Hsi Hseng y Mawkmai) de la parte meridional del estado Shan. Muchos de ellos pertenecientes a minorías étnicas como shan, pa-oh, intha, kayan y kayah.
La sede de la diócesis se encuentra en la ciudad de Pekhon, en donde se halla la Catedral del Sagrado Corazón de Jesús.
En 2019 en la diócesis existían 15 parroquias agrupadas en dos foranías: Zona Pekhon y Zona Santa María.

## Historia
La diócesis fue erigida el 15 de diciembre de 2005 con la bula Ubi venit plenitudo del papa Benedicto XVI, obteniendo el territorio de la arquidiócesis de Taunggyi. Fue inaugurada el 1 de abril de 2006.
En mayo de 2021 los militares golpistas de Birmania bombardearon la catedral del Sagrado Corazón.

## Estadísticas
De acuerdo al Anuario Pontificio 2020 la diócesis tenía a fines de 2019 un total de 54 302 fieles bautizados.
| Año                                                                             | Población            | Población | Población      | Sacerdotes | Sacerdotes    | Sacerdotes    | Bautizados por sacerdote | Diáconos permanentes | Religiosos | Religiosos | Parroquias |
| Año                                                                             | Bautizados católicos | Total     | % de católicos | Total      | Clero secular | Clero regular | Bautizados por sacerdote | Diáconos permanentes | Varones    | Mujeres    | Parroquias |
| ------------------------------------------------------------------------------- | -------------------- | --------- | -------------- | ---------- | ------------- | ------------- | ------------------------ | -------------------- | ---------- | ---------- | ---------- |
| 2005                                                                            | 37 194               | 450 000   | 8.3            | 23         | 22            | 1             | 1617                     |                      | 5          | 41         | 8          |
| 2012                                                                            | 45 724               | 265 550   | 17.2           | 40         | 40            |               | 1143                     |                      | 5          | 48         | 14         |
| 2013                                                                            | 46 730               | 269 500   | 17.3           | 43         | 43            |               | 1086                     |                      | 5          | 48         | 14         |
| 2016                                                                            | 50 568               | 291 500   | 17.3           | 44         | 44            |               | 1149                     |                      | 6          | 56         | 15         |
| 2019                                                                            | 54 302               | 320 640   | 16.9           | 44         | 44            |               | 1234                     |                      | 6          | 58         | 15         |
| Fuente: Catholic-Hierarchy, que a su vez toma los datos del Anuario Pontificio. |                      |           |                |            |               |               |                          |                      |            |            |            |

## Episcopologio
- Peter Hla, desde el 15 de diciembre de 2005